# 300 Aragweli
300 Aragweli – stacja tbiliskiego metra należąca do linii Gldani-Warketili. Została otwarta w marcu 1967. Stacja została wyłożona białym marmurem.